# سایوز تی‌ام‌ای-۱۴
سایوز-تی‌ام‌ای-۱۴ (به روسی: Союз )(به معنای اتحاد) یک مأموریت سرنشین دار سازمان ملی فضانوردی روسیه به سمت ایستگاه فضایی بین‌المللی محسوب می‌شود.

همچنین فضاپیمای این مأموریت وظیفه ارسال و بازگرداندن تعدادی از فضانوردان گروه اعزامی ۱۹ و گروه اعزامی ۲۰ را نیز بر عهده داشت. سایوز با انجام این مأموریت ۱۰۱امین پرواز سرنشین دار خود را از آغاز مأموریت‌های سایوز به ثبت رساند. یکی از نکات این مأموریت این بود که برای اولین بار نشان مأموریت از بین طراحی‌های صورت گرفته توسط کودکان انتخاب شد.

## خدمه مأموریت
| شماره | نام                  | ملیت                | تعداد پرواز | نقش عملیاتی  | تصویر |
| 1     | گنادی پادالکا        | روسیه               | ۳           | فرمانده      |       |
| 2     | مایکل بارت (فضانورد) | ایالات متحده آمریکا | ۱           | مهندس پرواز  |       |
| 3     | چارلز سیمونیی        | مجارستان            | ۲           | گردشگر فضایی |       |

## نگارخانه

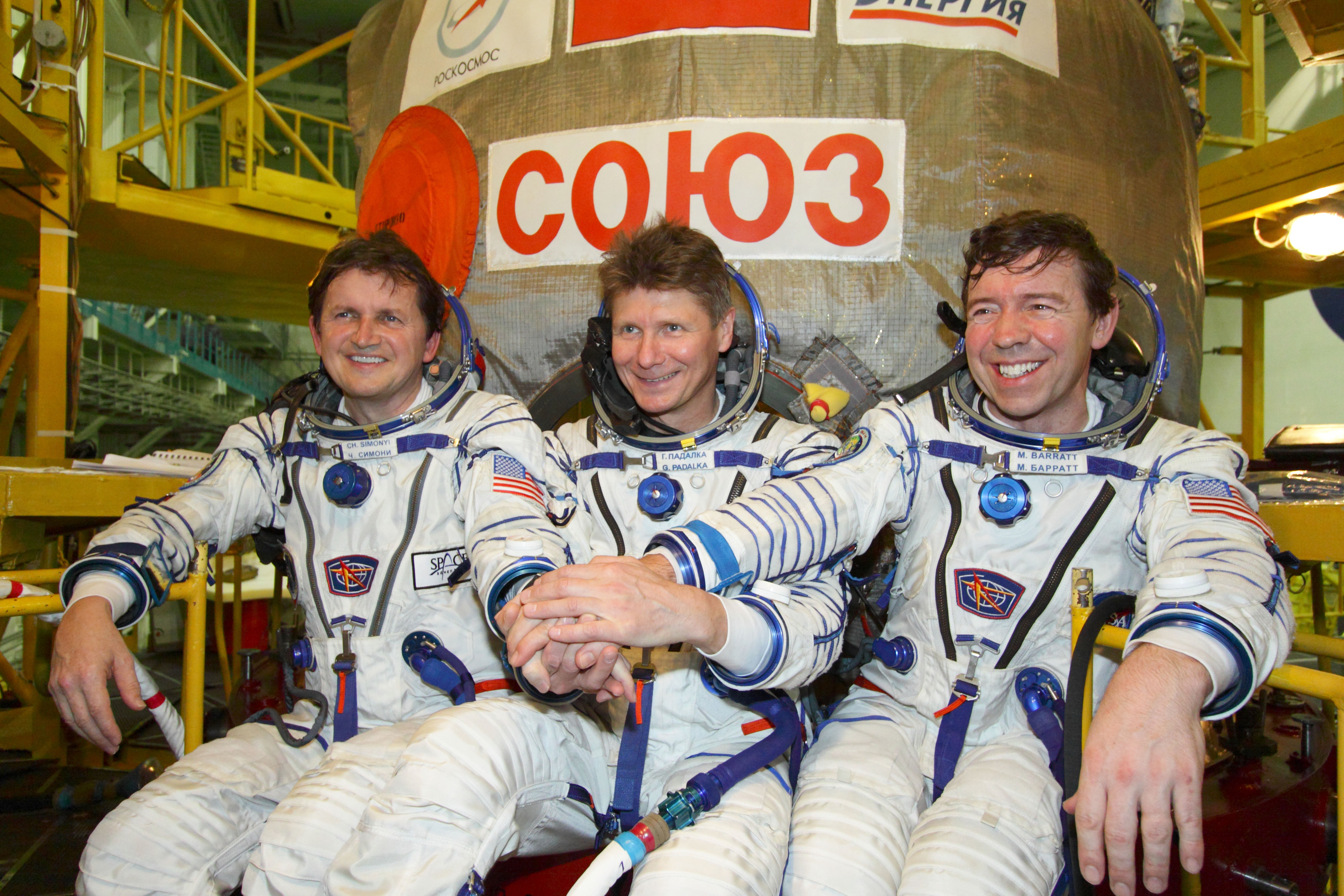
فضانوردان تی‌ام‌ای-۱۴
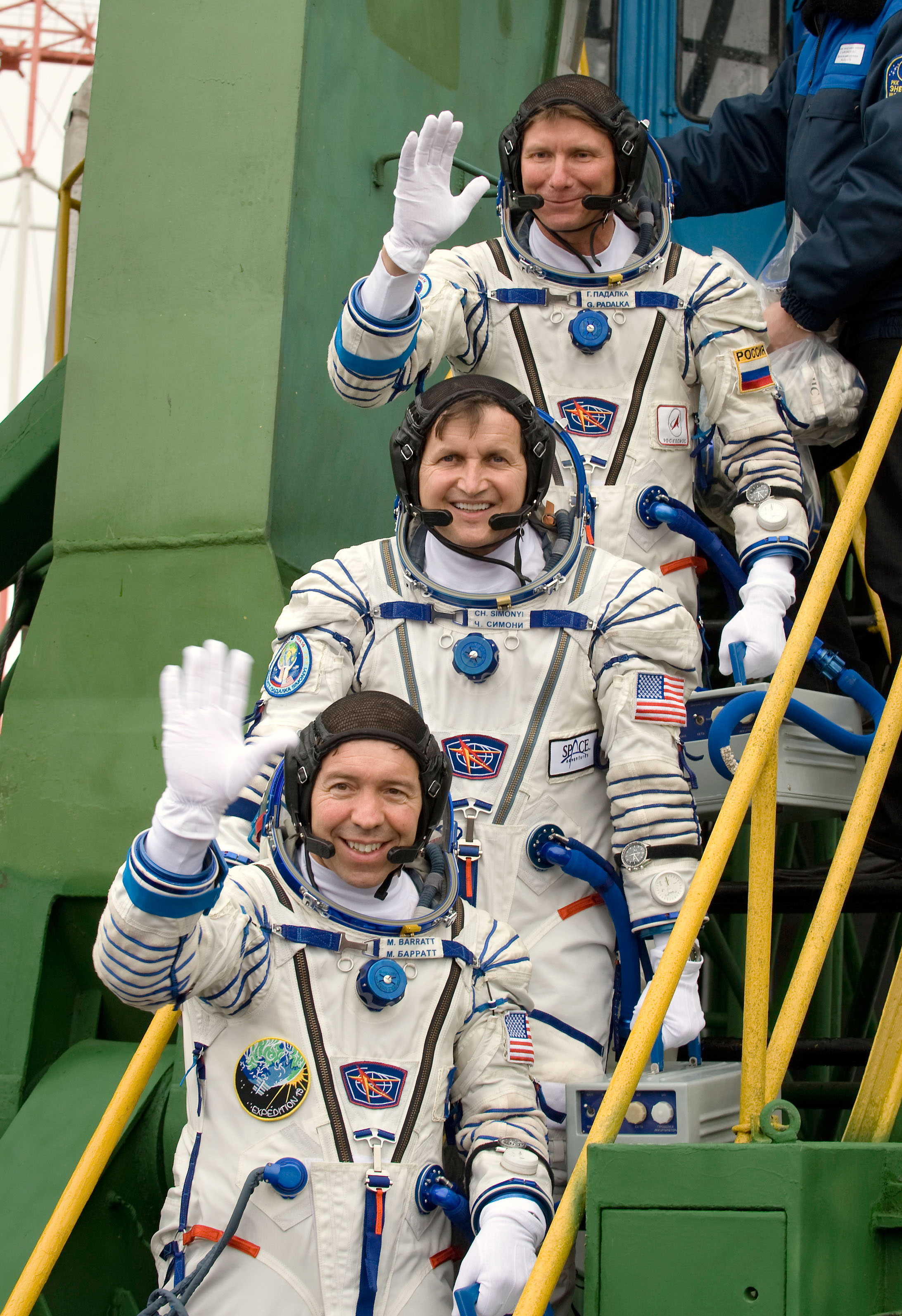
پیش به سوی پرتاب
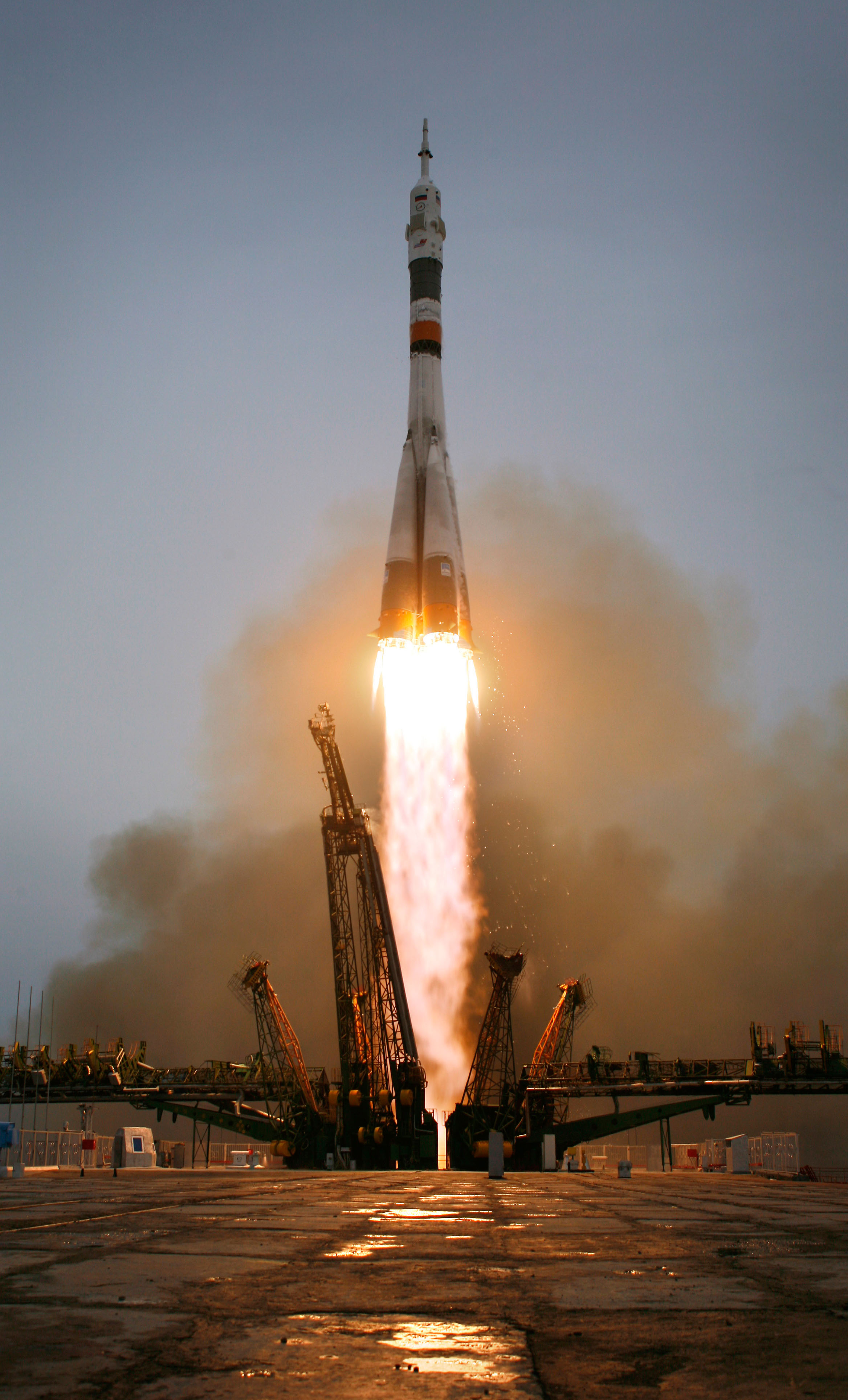
پرتاب تی‌ام‌ای-۱۴
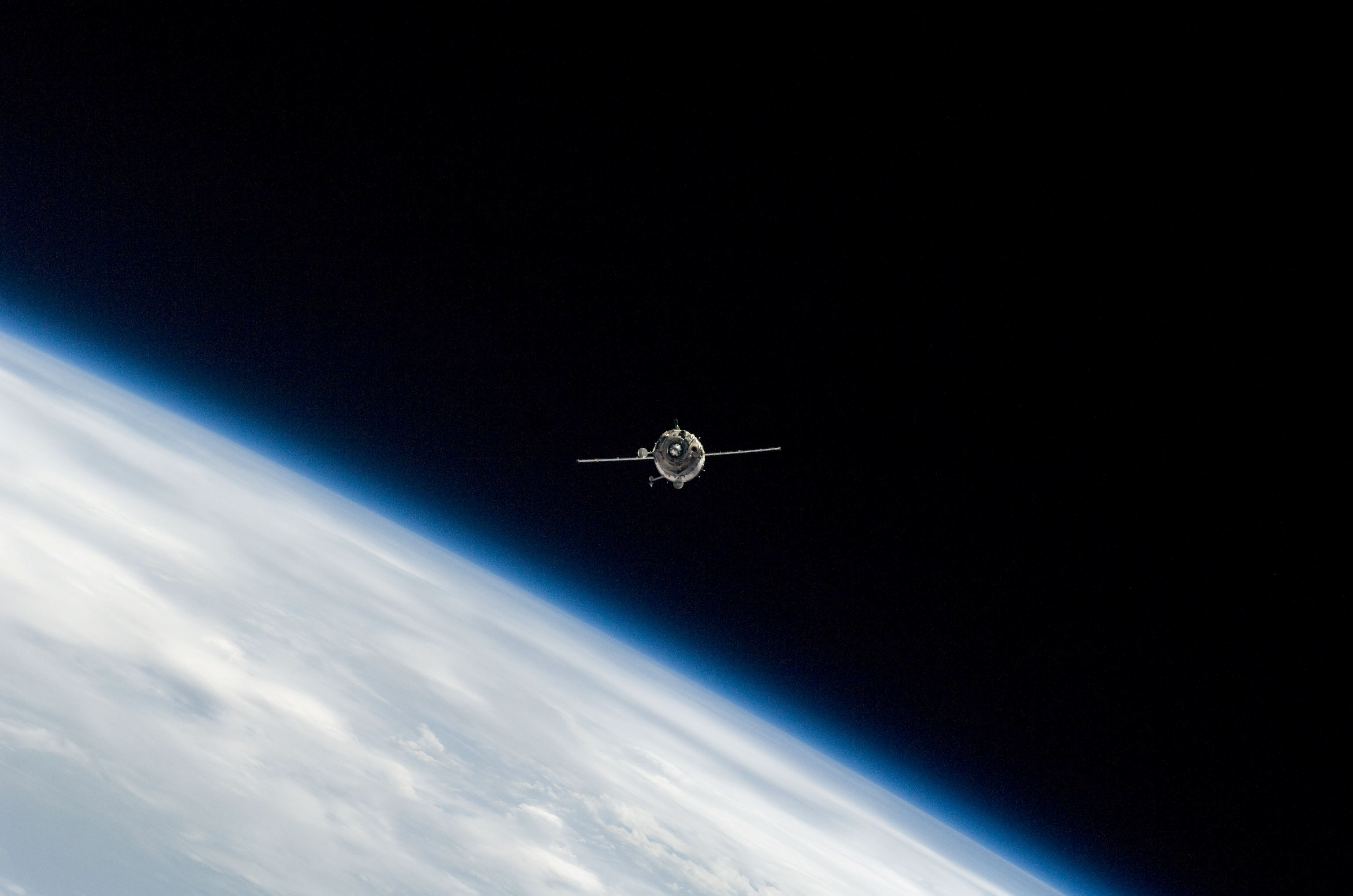
تی‌ام‌ای-۱۴ به ایستگاه نزدیک می‌شود
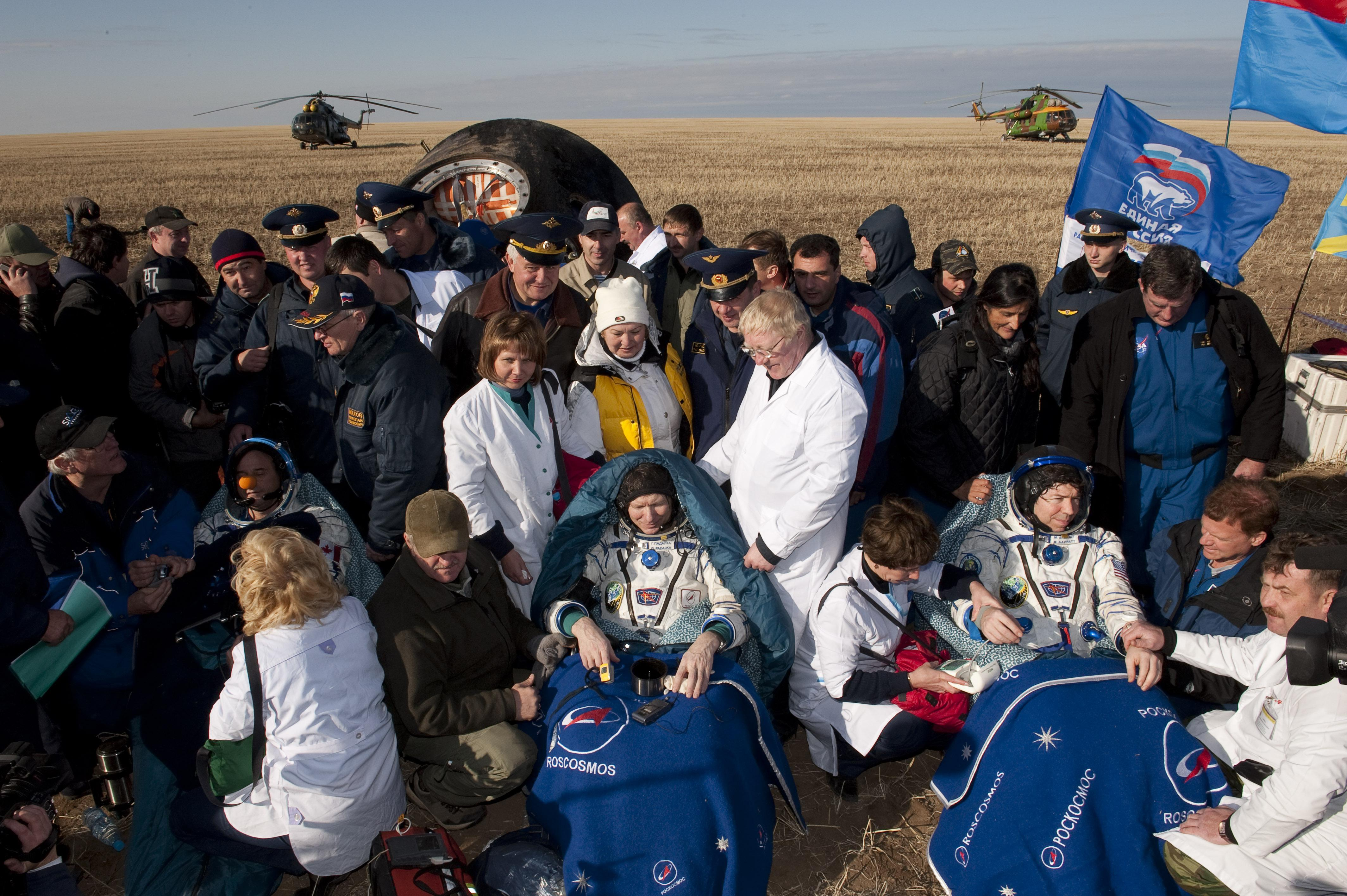
فضانوردان تی‌ام‌ای-۱۳ بعد از فرود